# Charina umbratica
Charina umbratica (boa de goma del sur) es una especie de serpiente perteneciente al género Charina de la familia Boidae. Junto a la boa de goma del norte (Charina bottae) son consideradas las únicas especie dentro de este género. Está catalogado como vulnerable en vista de la pequeña extensión de ocurrencia (menos de 20 000 km²), un pequeño número de ubicaciones (no puede exceder de diez) y la continua disminución en la extensión y calidad del hábitat.

## Distribución geográfica
El rango abarca las montañas de San Bernardino y las montañas de San Jacinto del sur de California y quizás áreas adicionales al norte. Existe una subpoblación de C. umbratica en el sur de Sierra Nevada, las montañas Tehachapi y en el monte. Tienen un estatus taxonómico incierto; tienen algunas características umbráticas, pero según los datos de ADN se incluyeron en el clado C. bottae (Northern Rubber Boa) de Rodríguez-Robles et al. (2001), mientras que Stebbins y McGinnis (2012) asignaron estas subpoblaciones a C. umbratica. El rango de elevación es de 1540-2460 m (Stewart 1988). Veintiséis de las más de cuarenta localidades en las montañas de San Bernardino están en una franja de 16 kilómetros entre Twin Peaks en el oeste y Green Valley en el este (Stewart 1988).
El grado de ocurrencia de las subpoblaciones en las montañas de San Bernardino y San Jacinto parece estar entre 2000 y 3000 kilómetros cuadrados, basado en un polígono convexo mínimo. El área de ocupación es desconocida, pero presumiblemente es de al menos unos pocos cientos de kilómetros cuadrados. La especie está representada por al menos varias ubicaciones distintas (posiblemente menos de diez en función de las amenazas del fuego y el manejo de combustibles). La especie se conoce en al menos 48 localidades (8 en las montañas de San Jacinto y más de 40 en las montañas de San Bernardino) (Stewart 1988, 1991). Sin duda, esta especie secreta se encontrará en muchos sitios adicionales menos accesibles cuando esas áreas se busquen adecuadamente.

## Población
Se desconoce el tamaño de la población, pero se presume que incluye al menos unos pocos miles de adultos. Esta especie es reservada, a veces difícil de encontrar (particularmente cuando el clima es frío en invierno o cálido y seco en verano), y puede parecer raro, pero puede ser localmente común en hábitats favorables. A largo plazo (200 años), la distribución y la abundancia sin duda han disminuido, pero la magnitud de la disminución es incierta. La tendencia en los últimos 10 años o tres generaciones es incierta, pero la distribución y la abundancia probablemente han seguido disminuyendo (se estima en menos del 30 por ciento). La población general no parece estar severamente fragmentada.

## Hábitat y ecología
El hábitat incluye bosques y bosques semiabiertos de coníferas y caducifolios (Pino de Jeffrey, Pino Amarillo, Pino Azucarero, Abeto Blanco, Roble Negro), claros de bosques, chaparral / matorral irregular, prados y sabanas cubiertas de hierba, comúnmente en zonas ribereñas o alrededor de afloramientos rocosos. En verano, esta serpiente se encuentra más fácilmente en los sorteos húmedos y cerca de filtraciones y manantiales donde las condiciones son relativamente húmedas. Generalmente se encuentra dentro o debajo de troncos o tocones podridos, debajo de rocas o en grietas, o debajo de la corteza de los árboles caídos muertos; Estos sirven como una cubierta importante y ayudan a mantener condiciones de humedad adecuadas. En las montañas de San Bernardino, la aparente hibernacula se encuentra en afloramientos rocosos. La actividad ocurre principalmente de noche o al anochecer, pero también ocurre comúnmente durante el día durante un clima templado y nublado. La mayor parte de la actividad ocurre desde finales de marzo hasta octubre, con alguna actividad más allá de este rango durante el clima adecuado. Hay una disminución continua en la extensión y calidad del hábitat debido a varias amenazas.

## Amenazas y conservación
Las principales amenazas son la pérdida y degradación del hábitat como resultado del desarrollo del complejo / residencial, la tala y la recolección de madera. La degradación del hábitat resultante de los efectos de los contaminantes en el aire en los ecosistemas de tierras altas es una amenaza potencial. Las tierras privadas que pueden soportar poblaciones se están desarrollando o modificando de otra manera a un ritmo rápido. El área entre Crestline y Snow Valley Ski Area ha sido considerada el mejor hábitat de la boa de goma en las montañas de San Bernardino; a principios de la década de 1990, el 44% de esta área era tierra privada sujeta a desarrollo; La mayoría de las localidades registradas de boa de goma estaban en esta área, y la mayoría de ellas estaban en propiedad privada.
El uso de vehículos fuera de carretera (OHV) (que causa mortalidad directa y degradación del hábitat) puede ser una amenaza en algunas áreas. La recolección no autorizada de leña y el uso de OHV se han regulado mejor en tierras de servicios forestales en los últimos años.
La sequía reciente y la mortalidad asociada de los árboles y las perturbaciones del suelo asociadas con los esfuerzos continuos de reducción de combustibles pueden tener efectos negativos en las poblaciones, pero se desconocen los efectos y el grado de estas amenazas potenciales.
La recolección excesiva para el comercio de mascotas podría ser un problema en algunas áreas de recreación fácilmente accesibles.
La mayoría de las ubicaciones conocidas de boas de goma se encuentran en terrenos privados; cuando se incluyen hábitats conocidos y potenciales, alrededor del 81 por ciento del hábitat se encuentra en tierras administradas por el Servicio Forestal de los Estados Unidos. La protección del hábitat en las tierras de servicios forestales aumentará en importancia a medida que la mayoría del hábitat de la boa en tierras privadas se desarrolle en las próximas décadas. Se necesita mejor información sobre la distribución y abundancia actuales, particularmente en lugares con buen hábitat lejos de áreas de fácil acceso.